# Podabrus abei
Podabrus abei es una especie de coleóptero de la familia Cantharidae.

## Distribución geográfica
Habita en Japón.